# Colette Flesch
Colette Flesch (Dudelange, 16 aprile 1937) è una politica ed ex schermitrice lussemburghese, sindaca di Lussemburgo dal 1969 al 1980, più volte ministra, deputata ed europarlamentare.

## Biografia

### Origini e vita privata
Rimasta orfana di padre durante la seconda guerra mondiale, Colette Flesch si trasferì negli Stati Uniti d'America per studiare. Conseguì un Bachelor of Arts presso il Wellesley College ed un Master of Arts presso l'Università Tufts. Completò gli studi all'Accademia del diritto internazionale dell'Aia.
Colette Flesch non si è mai sposata e non ha avuto figli.

### Attività sportiva
Appassionata di sport, praticò la scherma, specializzandosi nell'arma del fioretto. Fu membro della nazionale lussemburghese e prese parte a tre rassegne olimpiche: Roma 1960, Tokyo 1964 e Città del Messico 1968.

### Carriera politica
Per cinque anni lavorò presso la CEE occupandosi di agricoltura, poi nel 1969 divenne la persona più giovane mai eletta alla Camera dei deputati del Lussemburgo. Ricordando quel periodo, Colette Flesch sostenne che in quella tornata elettorale i partiti facessero a gara ad accaparrarsi donne in vista come proprie candidate, poiché le elezioni cadevano nel cinquantennale della concessione del suffragio universale femminile in Lussemburgo. Nello stesso periodo, all'età di trentadue anni, fu la prima donna ad essere eletta per la carica di sindaco della città di Lussemburgo. Colette Flesch affermò di aver deciso di entrare in politica mentre studiava negli Stati Uniti, ispirata dal Presidente Kennedy.
Al tempo stesso, fu particolarmente impegnata nell'ambito dell'alta finanza: Colette Flesch fu la prima donna ad ottenere un seggio all'interno del consiglio di amministrazione della Banque Générale du Luxembourg (1971-1979) e fu inoltre consigliera di amministrazione della Dresdner Bank dal 1986 al 1991 e nuovamente dal 1999 al 2003.
Membro del Partito Democratico, fu candidata alle elezioni europee del 1979, risultando eletta. Nel 1976 divenne segretario generale del partito e ne fu presidente dal 1981 al 1989.
Nel 1980 entrò a far parte del governo di Pierre Werner in qualità di vice prima ministra del Lussemburgo, detenendo inoltre tre cariche ministeriali: ministra degli affari esteri, ministra dell'economia e ministra della giustizia. Fu riconosciuta come una delle pioniere che aprirono la strada alle donne nella politica del Lussemburgo. Oppositrice delle quote rosa, fu particolarmente impegnata nell'accesso delle donne alle cariche più alte della vita politica e prestò i suoi sforzi per l'approvazione di leggi quali l'abolizione della pena di morte, la liberalizzazione dell'aborto e la depenalizzazione dell'eutanasia.
Fu riconfermata eurodeputata anche nel 1984 e nel 1989. Nel 1990 lasciò gli incarichi per divenire direttore generale della Commissione europea, dove si occupò di cultura, comunicazione e sport.
Nel 1999 tornò al Parlamento europeo, subentrando a Charles Goerens. Nel 2001 fu direttrice generale del servizio di traduzione della Commissione europea, ovvero dell'ufficio che si occupava di tradurre tutte le comunicazioni ufficiali dell'Unione europea nelle lingue dei Paesi membri.
Nel 2004 fu eletta nuovamente deputata alla Camera, dove restò fino al 2009. L'anno seguente venne eletta borgomastro onorario della città di Lussemburgo.
Nel 2017 le fu conferito il Premio Anne Beffort, destinato a chi avesse promosso le pari opportunità tra i sessi nella città di Lussemburgo.